# Hilbert van der Duim
Hilbert van der Duim (* 4. August 1957 in Beetsterzwaag) ist ein ehemaliger niederländischer Eisschnellläufer.
Van der Duim wurde 1980 in Heerenveen und 1982 in Assen Weltmeister im Mehrkampf. 1984 und 1985 errang er die Bronzemedaille bei den Weltmeisterschaften.
In den Jahren 1983 und 1984 wurde van der Duim außerdem Mehrkampfeuropameister.
Seine beste Platzierung bei Olympischen Spielen war der vierte Rang 1980 in Lake Placid über 5000 Meter.
Van der Duim lief 1986 einen Stundenrekord. 1987 musste er seine Karriere aufgrund eines Autounfalls beenden.